# Monroe (Oregon)
Monroe és una població dels Estats Units a l'estat d'Oregon. Segons el cens del 2000 tenia 607 habitants.

## Demografia
Segons el cens del 2000, Monroe tenia 607 habitants, 225 habitatges, i 166 famílies. La densitat de població era de 488,3 habitants per km².
Dels 225 habitatges en un 39,6% hi vivien nens de menys de 18 anys, en un 57,3% hi vivien parelles casades, en un 11,6% dones solteres, i en un 25,8% no eren unitats familiars. En el 20,9% dels habitatges hi vivien persones soles el 7,1% de les quals corresponia a persones de 65 anys o més que vivien soles. El nombre mitjà de persones vivint en cada habitatge era de 2,7 i el nombre mitjà de persones que vivien en cada família era de 3,07.
Per edats la població es repartia de la següent manera: un 29,7% tenia menys de 18 anys, un 9,2% entre 18 i 24, un 29,5% entre 25 i 44, un 23,2% de 45 a 60 i un 8,4% 65 anys o més.
L'edat mediana era de 35 anys. Per cada 100 dones de 18 o més anys hi havia 99,5 homes.
La renda mediana per habitatge era de 30.625$ i la renda mediana per família de 40.714$. Els homes tenien una renda mediana de 32.083$ mentre que les dones 22.083$. La renda per capita de la població era de 14.970$. Aproximadament el 12,3% de les famílies i el 12,6% de la població estaven per davall del llindar de pobresa.

## Poblacions més properes
El següent diagrama mostra les poblacions més properes.